# La furia di Ercole
La furia di Ercole è un film del 1962 diretto da Gianfranco Parolini.

## Trama
Ercole di Tebe, durante un suo viaggio nel paese del Re di Misia, viene raggiunto da Daria ancella della regina Nissia, che lo informa della presa del trono da parte di Menisto, il quale ha instaurato un governo del paese oppressivo e crudele nei confronti degli abitanti.
Ercole decide di mettersi immediatamente alla testa degli oppressi per provocare una reazione e far dimettere il tiranno. Menisto allora per vendicarsi uccide Daria, ma sarà alla fine giustiziato da Ercole.
Eridone capo dei ribelli assume il potere ed Ercole può riprendere il suo viaggio.

## Accoglienza

### Incassi
Incasso accertato sino a tutto il 31 marzo 1964 £ 377.634.620